# Reynolds-averaged Navier-Stokes
Reynolds-averaged Navier-Stokes är en kvasitidsmedelvärdesbildning av Navier-Stokes ekvationer där man söker att skilja ut de turbulenta komponenterna av flödet för att kunna representera dem med någon form av turbulensmodell istället för att behöva lösa upp de turbulenta komponenterna i den numeriska lösningen av Navier-Stokes ekvationer.
{\displaystyle {\overline {\Phi }}\equiv {\frac {1}{T}}\int _{T}\Phi (t)dt}
{\displaystyle \Phi '\equiv \Phi -{\overline {\Phi }}}
{\displaystyle \Phi (\mathbf {x} ,t)={\bar {\Phi }}(\mathbf {x,t} )+\Phi ^{\prime }(\mathbf {x} ,t)\,}
Räkneregler:
{\displaystyle {\overline {\overline {f}}}={\bar {f}}}
{\displaystyle {\overline {f+g}}={\bar {f}}+{\bar {g}}}
{\displaystyle {\overline {{\overline {f}}g}}={\bar {f}}{\bar {g}}}
{\displaystyle {\overline {fg}}\neq {\bar {f}}{\bar {g}}}
{\displaystyle {\overline {\frac {\partial f}{\partial s}}}={\frac {\partial {\bar {f}}}{\partial s}}}

## Inkompressibel strömning
Genom följande substitution i Navier-Stokes ekvationer för inkompressibel strömning:
{\displaystyle u_{i}={\bar {u_{i}}}+u_{i}^{\prime },p={\bar {p}}+p^{\prime }}
Där {\displaystyle f_{i}} är en vektor som representerar externa krafter
så fås följande system
{\displaystyle {\frac {\partial \left({\bar {u_{i}}}+u_{i}^{\prime }\right)}{\partial x_{i}}}=0}
{\displaystyle {\frac {\partial \left({\bar {u_{i}}}+u_{i}^{\prime }\right)}{\partial t}}+\left({\bar {u_{j}}}+u_{j}^{\prime }\right){\frac {\partial \left({\bar {u_{i}}}+u_{i}^{\prime }\right)}{\partial x_{j}}}=\left({\bar {f_{i}}}+f_{i}^{\prime }\right)-{\frac {1}{\rho }}{\frac {\partial \left({\bar {p}}+p^{\prime }\right)}{\partial x_{i}}}+\nu {\frac {\partial ^{2}\left({\bar {u_{i}}}+u_{i}^{\prime }\right)}{\partial x_{j}\partial x_{j}}}}
Genom att applicera kvasitidsmedelvärdesbildningen på systemet så fås följande:
{\displaystyle {\overline {\frac {\partial \left({\bar {u_{i}}}+u_{i}^{\prime }\right)}{\partial x_{i}}}}=0}
{\displaystyle {\overline {\frac {\partial \left({\bar {u_{i}}}+u_{i}^{\prime }\right)}{\partial t}}}+{\overline {\left({\bar {u_{j}}}+u_{j}^{\prime }\right){\frac {\partial \left({\bar {u_{i}}}+u_{i}^{\prime }\right)}{\partial x_{j}}}}}={\overline {\left({\bar {f_{i}}}+f_{i}^{\prime }\right)}}-{\frac {1}{\rho }}{\overline {\frac {\partial \left({\bar {p}}+p^{\prime }\right)}{\partial x_{i}}}}+\nu {\overline {\frac {\partial ^{2}\left({\bar {u_{i}}}+u_{i}^{\prime }\right)}{\partial x_{j}\partial x_{j}}}}}
som förenklas till:
{\displaystyle {\frac {\partial {\bar {u_{i}}}}{\partial x_{i}}}=0}
{\displaystyle {\frac {\partial {\bar {u_{i}}}}{\partial t}}+{\frac {\partial {\bar {u_{j}}}{\bar {u_{i}}}}{\partial x_{j}}}={\bar {f_{i}}}-{\frac {1}{\rho }}{\frac {\partial {\bar {p}}}{\partial x_{i}}}+\nu {\frac {\partial ^{2}{\bar {u_{i}}}}{\partial x_{j}\partial x_{j}}}-{\frac {\partial {\overline {u_{i}^{\prime }u_{j}^{\prime }}}}{\partial x_{j}}}}
där den följande termen, Reynolds spänningstensor, måste modelleras med någon form av turbulensmodell:
{\displaystyle -{\frac {\partial {\overline {u_{i}^{\prime }u_{j}^{\prime }}}}{\partial x_{j}}}}